# Acampe
Acampe – rodzaj roślin z rodziny storczykowatych. Obejmuje 7 monopodialnych i epifitycznych gatunków. Występują one w tropikalnej Afryce i Azji po Indie, wschodnie Chiny, południową Malezję, Indonezję, Wietnam, Laos i Nową Gwineę. Nazwa naukowa rodzaju pochodzi od greckiego słowa akampas, które oznacza sztywny i odnosi się do małych, grubych i mało elastycznych liści tych roślin. Kwiaty są małe do średniej wielkości, pachnące. Zebrane są po kilka w kwiatostany. Owady wabione są rysunkiem na płatkach tworzonym przez brązowe prążki oraz białą warżką. Kolumna jest krótka i ma dwie pyłkowiny.
Z powodu swoich dużych rozmiarów oraz niewielkich kwiatów nie są zbyt często uprawiane w warunkach domowych.

## Systematyka
Rodzaj sklasyfikowany do podplemienia Aeridinae w plemieniu Vandeae, podrodzina epidendronowe (‘’ Epidendroideae’’), rodzina storczykowate (Orchidaceae), rząd szparagowce (Asparagales) w obrębie roślin jednoliściennych.
Wykaz gatunków
- Acampe carinata (Griff.) Panigrahi
- Acampe cephalotes Lindl.
- Acampe joiceyana (J.J.Sm.) Seidenf.
- Acampe ochracea (Lindl.) Hochr.
- Acampe pachyglossa Rchb.f.
- Acampe praemorsa (Roxb.) Blatt. & McCann
- Acampe rigida (Buch.-Ham. ex Sm.) P.F.Hunt

Rośliny z rodzaju Acampe tworzą kilka międzyrodzajowych hybryd:
- × Aracampe (Acampe × Arachnis)
- × Vancampe (Acampe × Vanda)